# Penidiella corymbia
Penidiella corymbia är en svampart som beskrevs av Cheew. & Crous 2009. Penidiella corymbia ingår i släktet Penidiella och familjen Teratosphaeriaceae.   Inga underarter finns listade i Catalogue of Life.